# 韋菲特·邦尼
韋菲特·邦尼（法語：Wilfried Bony，1988年12月10日—）科特迪瓦足球運動員，司職前鋒。現時為自由身球員。他曾是科特迪瓦國家足球隊球員。

## 球會
韋菲特·邦尼曾效力於布拉格斯巴達、維迪斯。2012至2013年球季為維迪斯射入31球，成功當選荷蘭足球先生。2013年7月以1200萬英鎊轉會到史雲斯，創下史雲斯最高轉會費記錄。2015年1月以破球會轉會費加盟曼城 (轉會費為2500萬鎊，如邦尼表現理想，曼城將再予史雲斯300萬鎊)，獲發14號球衣。

### NEC奈梅亨
2022年1月26日，在离开伊蒂哈德一年多后，博尼回到荷兰，加盟荷甲俱乐部NEC奈梅亨直至赛季结束。

## 國家隊
2010年首次代表科特迪瓦國家隊。2014年世界盃獲選入科特迪瓦國家隊最終23人名單。